# Hemel

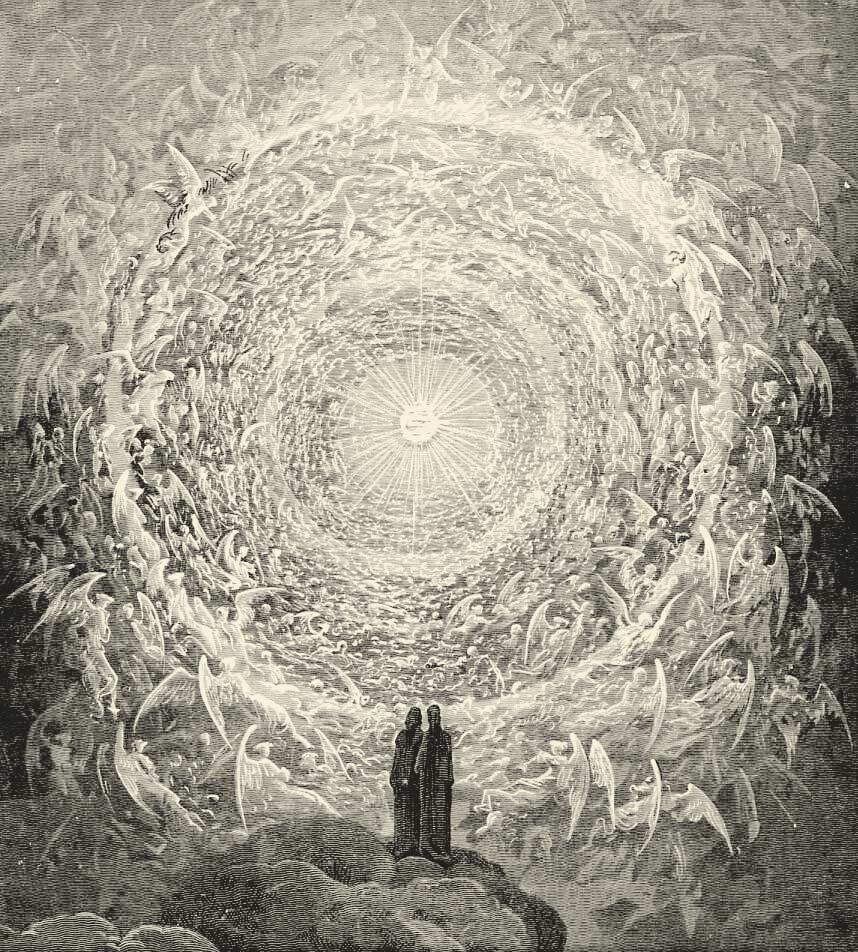
De hemel. Gravure van Gustave Doré, illustratie bij Dante's Goddelijke komedie

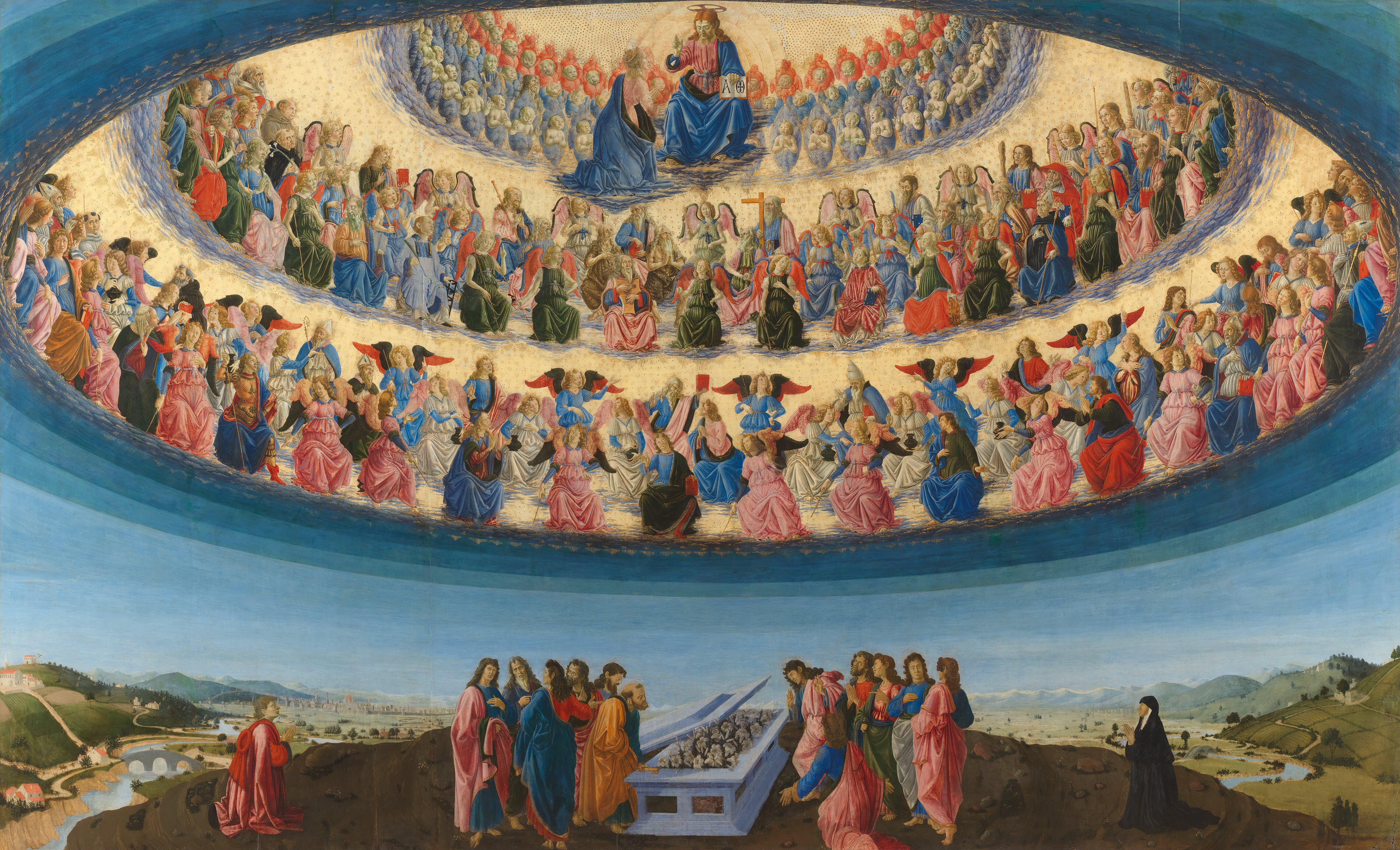
De hemel door Francesco Botticini

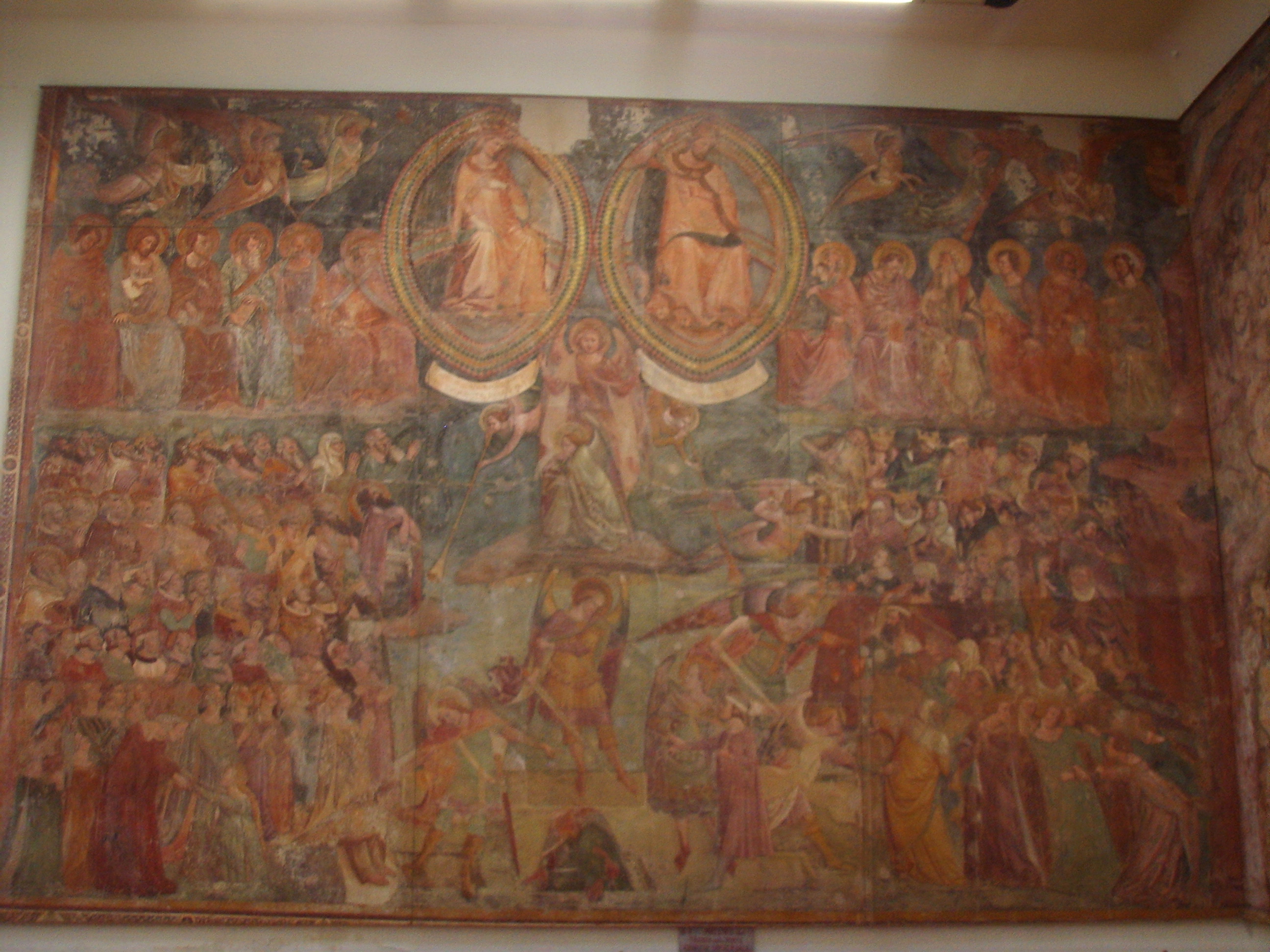
De hemel door Buonamico Buffalmacco

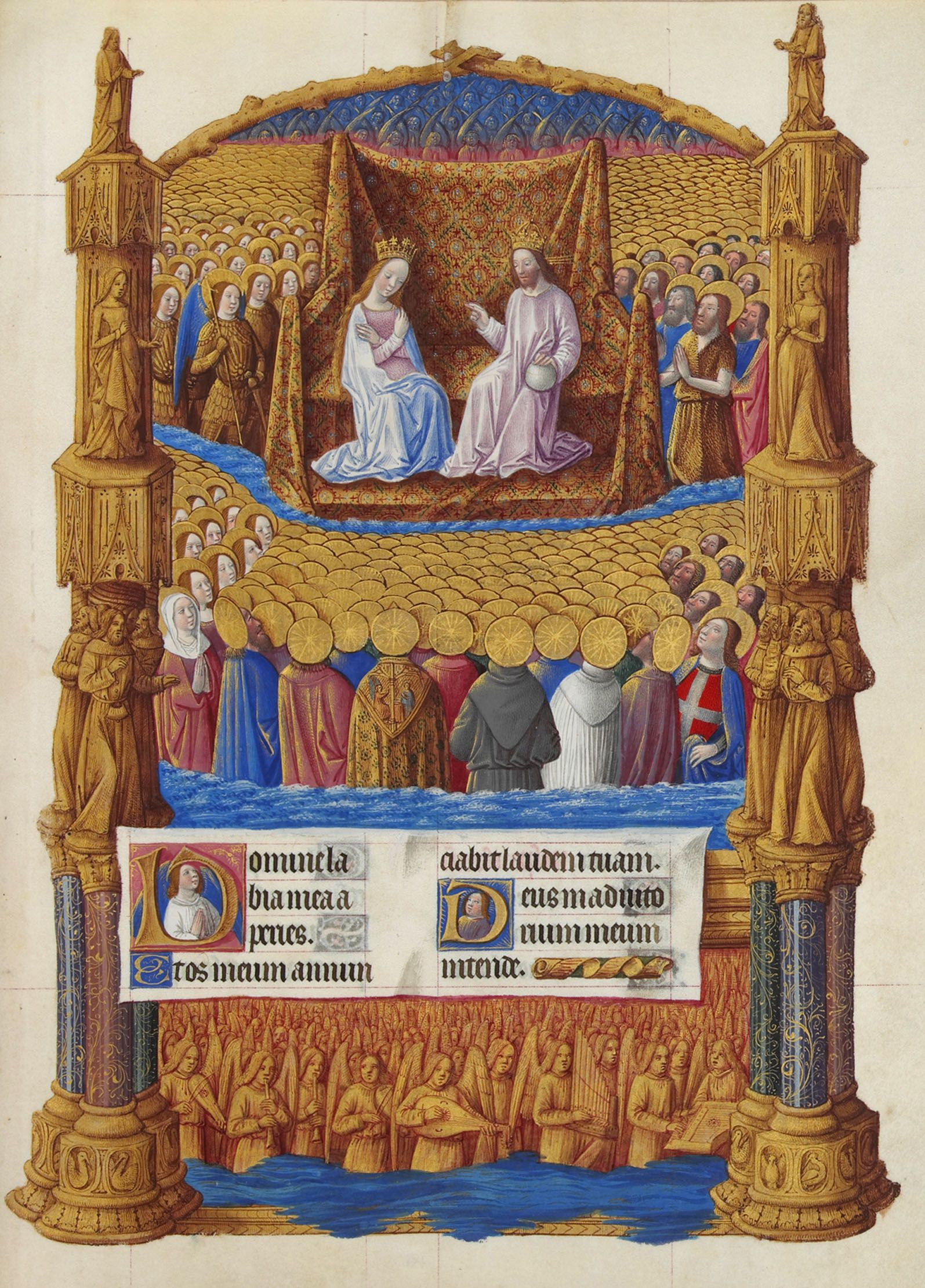
De hemel, illustratie uit Les Très Riches Heures du duc de Berry. Bovenin wordt Maria gezegend door Jezus.

De hemel (of hemelen) is in veel religies een plaats of bestaanssfeer waar God of de goden verblijven, vaak ook bevolkt door engelen en demonen. Vaak is het de plaats waar de ziel na de dood heen kan gaan: het paradijs, een zalige plaats van eeuwig geluk. De hemel wordt vaak beschouwd als het absoluut tegenovergestelde van de hel. Waar men in de hemel dicht bij God is, is men in de hel zo ver van Hem af als maar mogelijk is.
Het christendom en de islam stellen zich de hemel voor als een plaats waar men het eeuwig leven heeft; in andere religies is het leven in een hemel slechts tijdelijk. In het boeddhisme en het hindoeïsme wordt een leven in een hemel als een fijnstoffelijk of immaterieel (puur geestelijk) leven beschreven. Men heeft er dus geen fysiek lichaam zoals op aarde.
De opvattingen over de manier waarop men leven in de hemel kan verwerven of hoe de hemel wordt betreden, verschillen ook. Volgelingen van het universalisme menen dat iedereen naar de hemel zal gaan, hoe zij op aarde ook geleefd hebben. In het boeddhisme, hindoeïsme en sommige christelijke stromingen onderwijst men dat het betreden of wedergeboren worden in een hemel afhankelijk is van hoe men geleefd heeft. Indien men een goed of eerlijk leven geleefd heeft of veel goede daden verricht heeft, zal men na de dood in een hemel leven. Zij die niet goed geleefd hebben komen na de dood in de hel terecht, vaak een plaats van pijn.

## Klassieke oudheid
Het Oudgriekse oὐρανός, ouranós betekent zowel hemel als firmament als dat wat alles omvat. Dit dualisme is al aanwezig in de idee van het kosmische ei of wereldei, waarbij de hemel de bovenste helft van de schaal is. Homerus schetste een beeld van een vaste hemel op pilaren die de woonplaats van de goden kan worden genoemd; in Plato is de hemel zowel de kosmos als het volmaakte en absolute. Er is één hemel, maar deze heeft zowel een natuurlijke als een goddelijke dimensie, met een werkelijke en een symbolische relatie.
De representatie van de god Ouranos (in het Oudgrieks is zijn naam hetzelfde woord als dat voor hemel) is een terugkerend thema. Ouranos is een god uit de periode voor Homerus. Hij werd ontmand en omvergeworpen door zijn zoon Kronos, die op zijn beurt werd verdrongen door Zeus. In deze verhalen wordt de hemel als verblijfplaats van de goden gelijkgesteld aan de Olympus. De Olympische goden zijn "hemelbewoners". De "heer van de hemel" is de heer van het universum (Zeus). Gebeden worden gericht aan de hemel, eden worden gezworen naar de hemel en misdaden kunnen tot in de hemel reiken.
In Homerus is de hemel een massieve koepel of halve bol (van ijzer of koper). Later werd gepoogd de hemel te begrijpen in termen van gedachten en ervaringen. De frase "hemel en aarde" was gebruikelijk en later kwam ook "onder de hemel" in gebruik. De hemel is de oorzaak en het prototype van al het bestaande en kan ook worden gelijkgesteld aan het universum of de kosmos. Voor Plato is de hemel het vertrekpunt van de contemplatie over het zijn en van absolute kennis.

## Jodendom

### Hebreeuwse Bijbel
De Hebreeuwse term voor hemel is שָׁמַיִם, šāmajim, een meervoudsvorm met onduidelijke etymologie. De voorstelling in de Hebreeuwse Bijbel is dat 'binnen' deze vormeloze hemel iets vasts, met vensters, pilaren en een fundament, werd geschapen door God (Genesis 1:1,6,7). Hiervoor werd de term רָקִ֫יעַ, rāqîa׳ gebruikt: "hemelkoepel", "gewelf" of "firmament". Het is een hemelse oceaan die kan zegenen met regen of verwoesten met een zondvloed. Het kan ook de atmosfeer aanduiden.
In de kosmologie van de Hebreeuwse Bijbel bestaat de kosmos uit de hemel, de aarde en het water onder de aarde (Exodus 20:4), maar meestal worden alleen de hemel en de aarde genoemd. Soms worden hemelse sferen gesuggereerd (zoals in de uitdrukking "hoogste hemel" in 1 Koningen 8:27). In sommige poëtische passages worden restanten uit mythologie aangetroffen. Zo wordt de hemel een "doek" genoemd die door God wordt gespannen, een "tent" die door Hem wordt opgezet (Jesaja 40:22) of een boekrol die wordt opgerold (Jesaja 34:4). De hemel heeft kamers voor sneeuw, hagel, wind en water (Job 37:9; 38:22,37).
De hemel werd door God geschapen (Genesis 1:1). God woont in de hemel (Deuteronomium 26:15; 4:36), ook al wordt soms gezegd dat Hij ook verblijft in heiligdommen, de ark van het verbond en andere plaatsen (Deuteronomium 12:5,11; 14:23; 26:2), terwijl tegelijkertijd de hoogste hemel God nog niet kan bevatten (1 Koningen 8:27). Het geloof dat God in hemel woont, is ongetwijfeld heel oud, net als het concept van een hemels hof en hemelse legerscharen (1 Koningen 22:19-23; Job 1:6-12). Deze ideeën zouden beïnvloed kunnen zijn door het Kanaänitische pantheon, maar de afbeelding is niet altijd dezelfde. Soms bestaat het hof uit geesten (1 Koningen 22:19-23), maar soms ook uit een hemels leger (Jozua 5:14) of eenvoudig de sterren (Genesis 2:1). De cultus waarbij hemellichamen werden aanbeden, werd ten strengste veroordeeld (2 Koningen 17:7-20; vergelijk Jeremia 7:18). Omdat God in de hemel woont, worden de handen richting de hemel opgeheven bij het zweren (Deuteronomium 32:40) of bidden (Exodus 9:29).

#### Plaats van heil
Als Gods woonplaats is de hemel de bron van zegen en leven en de plaats waar Gods beloofde heil al werkelijkheid is. Het concept van hemelvaart (2 Koningen 2:11) hangt hiermee samen. Gods woord staat voor eeuwig vast in de hemel (Psalm 119:89) net als Zijn trouw en liefde (Psalm 89:2). In de visioenen van Zacharia wordt het koninkrijk van God al voorbereid in de hemel. In Daniël 7 daalt het koninkrijk van de Mensenzoon neer vanuit de hemel, in contrast tot de koninkrijken op aarde die erdoor worden vernietigd.
Omdat de hemel is geschapen, kan deze ook worden verstoord (zie bijvoorbeeld Amos 8:9; Jeremia 4:23-31). Een kosmische ineenstorting wordt voorzien (Jesaja 51:6) en een nieuwe hemel en een nieuwe aarde zullen worden geschapen (Jesaja 65:17). Hiermee wordt de hemel zelf betrokken bij de soteriologie. Maar de hemel staat niet centraal in de Hebreeuwse Bijbel. Zelfs al komt het heil uit de hemel, de centrale gedachte is dat deze op aarde komt.

### Later judaïsme
In het judaïsme in de laatste eeuwen v.Chr. werd gespeculeerd over de hemel, wat leidde tot het idee dat er verschillende hemelen bestaan. Meestal werd aangenomen dat er zeven hemelen zijn, elk met een eigen naam en alle door God geliefd. Er zijn echter ook teksten die spreken over twee, drie, vijf of tien hemelen. 1 Henoch geeft een levendige beschrijving van de "hemel van de hemelen" met de Oude van Dagen, serafim, engelen, etc. in een huis van kristallen stenen met een levend vuur dat erdoorheen loopt (1 Henoch 71:5ff). In deze periode werd het gebruik om "hemel" te gebruiken in plaats van "God" wijdverbreid. In deze periode van judaïsme verwachtte men na de eindtijd een nieuwe schepping door ofwel een transfiguratie of een complete verwoesting en vervanging van de oude schepping.

## Christendom

### Nieuwe Testament
De hemel werd, net als de aarde, door God geschapen (Handelingen 4:24; 17:24; Openbaring 10:6). Een nieuwe hemel en een nieuwe aarde worden beloofd (Openbaring 21:1). Zonde heeft de oude schepping verstoord, maar de nieuwe schepping wordt al voorbereid als Gods reddende heil (2 Petrus 3:13). De hemel zal net als de aarde verdwijnen (Marcus 13:31; Openbaring 21:1; Hebreeën 12:26). Ze worden bewaard voor het oordeel (2 Petrus 3:7) en vluchten in ontzetting weg van God (Openbaring 20:11). De Wet van Mozes is geldig zolang de eerste hemel en aarde bestaan (Matteüs 5:18), maar het woord van Jezus zal zelfs daarna geldig zijn (Marcus 13:31).

#### God in de hemel
De hemel staat, met de aarde, onder Gods heerschappij. God is de Heer van de hemel en aarde (Matteüs 11:25). God is de God van de hemel (Openbaring 11:13; 16:11). God regeert vanuit de hemel en initieert zijn heilswerk in de hemel. "Vader in de hemel" (Matteüs 5:16,45; 6:1,9, etc.; Marcus 11:25) beklemtoonde de humanitaire benadering. Jezus gebruikte de combinatie van "Vader" en "hemel" spaarzaam en lijkt te beklemtonen dat God alles weet, ziet en kan doen en handelt vanuit de hemel (vergelijk Lucas 11:13).
In lijn met het judaïsme van vlak voor het ontstaan van het christendom vervangt "hemel" soms "God". Het bekendste voorbeeld hiervan is het "koninkrijk van de hemel" in de bergrede (Matteüs 5). Hemel kreeg hiermee een betekenis inzake Gods heilswerk. Gods koninkrijk zet de hemel in beweging (Matteüs 3:2) en grijpt in vanuit de hemel.
Gods troon is in de hemel (Hebreeën 8:1) of de hemel is Gods troon zelf (Matteüs 5:34). "Troon" is hier een metonym van regering. Het punt is niet dat de hemel de plaats van God aanduidt, maar dat het Zijn absolute en onbetwistbare heerschappij uitdrukt.

#### Jezus Christus en de hemel
Jezus Christus wordt verwacht uit de hemel te komen (1 Tessalonicenzen 1:10). Hij zal op de wolken van de hemel komen (Marcus 14:62) — een uitdrukking die een apotheose aanduidt. Zijn teken zal in de hemel zichtbaar zijn (Matteüs 24:30). Jezus' opstanding wordt verbonden aan zijn komst uit de hemel (1 Tessalonicenzen 1:10 - vergelijk 1 Korintiërs 15:23,47). Als de Heer uit de hemel neerdaalt, zullen de doden in Christus opstaan (1 Tessalonicenzen 4:16). Deze Heer, Jezus, zal op het moment van zijn neerdalen vanuit de hemel een manifestatie van zijn macht laten zien (2 Tessalonicenzen 1:7). Jezus is de meester in de hemel (Kolossenzen 4:1). Dit is geen verwijzing naar zijn locatie, maar naar zijn heerschappij.
De vermeldingen van Jezus' verhoging tot Gods rechterhand (Handelingen 2:32-36) verwijzen naar zijn hemelvaart, waarover het verhaal staat in Lucas 24:51 en Handelingen 1:10-11. In de meeste verwijzingen naar Jezus na zijn hemelvaart ligt het accent op zijn positie aan de rechterhand van God, maar soms wordt de hemel ook aangeduid als een soort schuilplaats (Handelingen 3:21). In Efeziërs 4:9-10 is er echter volledig ander perspectief: Christus stijgt op tot boven de hemelsferen en doorbreekt daarmee de isolatie die kwade krachten oplegden. Dit opstijgen is als een triomftocht door de verschillende lagen van de hemel. Een vergelijkbaar concept wordt aangetroffen in Romeinen 10:6-7 (vergelijk Hebreeën 4:14). De mogelijkheid zo op te stijgen stond alleen open aan wie ook uit de hemel was neergedaald, de enige die over "hemelse dingen" kon spreken (Johannes 3:12-13). Dit neerdalen verbrak de relatie met de Vader niet, want ook op aarde stond de hemel nog open voor de Zoon (Johannes 1:51). Jezus was het brood dat neerdaalde uit de hemel, gegeven door God (Johannes 6:33,41;50-51). Waar Adam de man van de aarde was, was Jezus de man van de hemel (1 Korintiërs 15:47).

### Kerkvaders

#### Ireneüs
Ireneüs van Lyon (ca. 140 - ca. 220) werkte de ideeën in het vroege christendom over de hemel systematisch uit. In essentie was de hemel voor hem de plek waar christenen konden ontsnappen aan de heidense verlokkingen en waar zij compensatie vonden voor de moeilijkheden waar zij mee te maken hadden, in het bijzonder christenvervolging — een "kerk van martelaars". Hij zag drie fases in de christelijke geschiedenis: de eerste fase was die van vervolging, de tweede fase was het "koninkrijk van de Messias" en de derde fase het "koninkrijk van God". Het koninkrijk van God was volgens Ireneüs minder belangrijk dan het koninkrijk van de Messias. Tijdens het koninkrijk van de Messias zou de grote strijd om de mensheid worden gevoerd; degenen die deze strijd loyaal zouden doorstaan, zouden het volle leven toegekend krijgen, op aarde, met zeer vruchtbare lichamen en in een volmaakte samenleving.

#### Augustinus
De christenvervolgingen door Diocletianus, Galerius en Maximinus kwamen tot een abrupt einde in 313 door het Edict van Milaan. Toen daarna loyaliteit niet meer kon worden bewezen door de vervolgingen te doorstaan, desnoods met het martelaarschap tot gevolg, ontstond een tendens tot ascese en contemplatie. In het verlengde hiervan verwierp Augustinus van Hippo (354 - 430) de zienswijzen van Ireneüs; Augustinus zag de hemel als een plaats van continuering van ascese en contemplatie. Hij omarmde de gedachte als "kerk van martelaars", maar verbreedde dit tot een meer algemene, kerkelijke gemeenschap. De christenen wilden eigenlijk wel in de wereld wonen, maar dit werd hen onmogelijk gemaakt door de corrumperende werking van heidense gebruiken. De hemel werd een doel op zich, de mogelijkheid een leven te leiden waarin men was ontsnapt aan gevaar, vervolging en verleiding.
Deze ideeën staan aan de basis van zijn monumentale De civitate Dei, "Over de stad van God". Hierin schetst hij een radicaal ander beeld van de hemel: de hemel was niet alleen een plaats waar de zalige christen God zelf zou zien, maar ook herenigd zou worden met vrienden en familie. Het sociale aspect van de hemel werd steeds belangrijker. De sociale interacties in de hemel zouden niet alleen spiritueel zijn, maar konden worden genoten met een lichaam. Augustinus omarmde de gedachtes van Paulus dat de hemelbewoners een lichaam zouden hebben, waarmee men zou kunnen eten en drinken voor plezier (zie 1 Korintiërs 15:37-54). Deze lichamen neigen naar de geest, niet naar het vlees en werpen alle onvolmaaktheid af, inclusief de littekens van de vervolging. Omdat lustgevoelens verdwijnen, wordt de aard van liefde ook heel anders in de hemel. God is liefde, dus de genegenheid in de hemel voor vrienden en familie kan niet buiten God om bestaan.
De ideeën van Augustinus waren dominant voor de ideeën over de hemel die zich in de middeleeuwen ontwikkelden.

### Latere ideeën
In de middeleeuwen sprak men het onder andere van het empyreum, de zesde der zeven sferen.
Door sommige moderne, maar in de christelijke leer orthodoxe, filosofen en theologen wordt verondersteld dat de hemel in een 'hogere dimensie' gesitueerd is. Driedimensionale wezens (zoals de mens) kunnen zich de hemel daardoor niet voorstellen. Deze hogere dimensie 'omvat' als het ware ons heelal, dat dus een deel zou zijn van deze hogere dimensie. Dit wordt onder andere in de boeken van C.S. Lewis nader uitgewerkt.

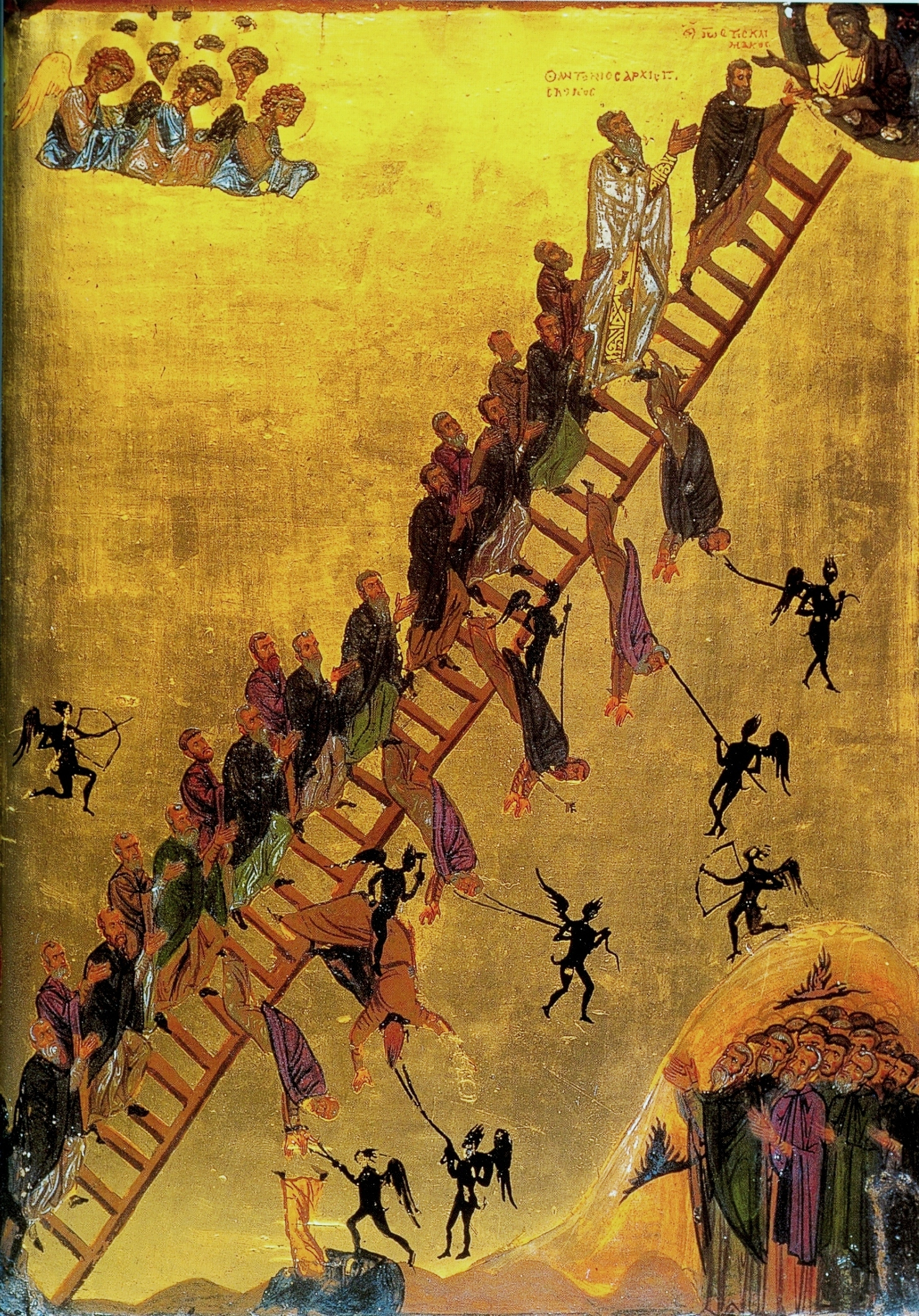
Mensen op de ladder naar het hemelse bestaan (icoon)

Veel stromingen in het christendom maken de toegang niet afhankelijk van het verrichten van goede werken, maar van geloof en vertrouwen in God, en het aannemen van het aanbod van genade. Na de zondeval zou de zonde in elke mens zitten (erfzonde) en zou iedereen gestraft moeten worden voor zijn zondige daden omdat God oneindig rechtvaardig is. Maar omdat hij ook oneindig liefdevol is, wilde God niet dat iedereen verloren gaat en zocht God een oplossing voor dit dilemma. Volgens de leer van het christendom heeft Jezus al vrijwillig betaald (met zijn leven als volmaakt zondeloos en onschuldig offerlam; zie ook Zoenoffer) voor de straf die bedoeld was voor de mens. Door het aannemen van dit aanbod van genade is de straf al gedragen en kan men de hemel binnentreden. In de calvinistische opvatting gaat men naar de hemel niet op basis van wat men gedaan of onafhankelijk gekozen heeft, maar omdat men door God uitverkoren (uitgekozen) is voor deze gunst (zie predestinatie). Omdat binnen het Calvinisme ook de rechtvaardiging op basis van geloof speelt, ligt hier een gevoelige relatie.

## Islam
De hemel (Arabisch: جنة, al-janna, djanna, "de tuin") wordt binnen de islam voorgesteld als een weelderige tuin. In soera De Gelovigen staat beschreven dat de hemel uit 7 lagen bestaat. Soera Mohammed spreekt van rivieren van wijn, melk, honing en water. Met betrekking tot deze wijn die haram op aarde is, moet in acht worden genomen dat de aardse beperkingen, zoals dronken worden, in de hemel niet mogelijk zijn. In Soera De Resurrectie staat dat de mensen er bediend zullen worden door knapen en maagden (hoeri's) en dat het grootste genot het aanschouwen van Allah's aangezicht is. Bepaalde stromingen binnen de islam gaan van een bepaalde tafsir uit dat de mens niet voor het aanschijn van Allah kan komen staan.
Over het algemeen geloven moslims dat een moslim de hemel mag binnentreden, zolang hij de regels van de Koran en de overleveringen heeft nageleefd, zoals het gebed verrichten, berouw tonen en vergeving vragen aan Allah voor zijn of haar zonden enzovoorts. Volgens een overlevering van Mohammed zal niemand de hemel binnentreden door zijn of haar daden, maar door de genade en barmhartigheid van Allah. Uiteraard kan het zijn dat de zonden wel een rol hierin spelen. Een ongelovige gaat niet per se naar de hel, in Nachtreis vers 15 staat namelijk dat Allah niemand zal straffen, totdat de boodschap is aangekomen bij hen:
En Wij straffen niet voordat Wij een boodschapper hebben gestuurd.
Volgens islamitische theologie kan het zijn dat een ongelovige die bijvoorbeeld nooit van de islam heeft gehoord of in een omgeving is opgegroeid waar de islam alleen in een slecht daglicht is gesteld, toch de hemel mag binnentreden. Deze persoon zal na de dood alsnog getest worden. Als het gaat om het binnentreden van de hemel na de dood, is het gebruikelijk om Insjallah, "met Gods wil" te zeggen, omdat niemand weet of een ongelovige ooit de islam zal binnentreden of dat een moslim ooit de islam zal verlaten.
Als een moslim overweldigend meer zonden heeft gepleegd dan goede daden, kan deze tijdelijk naar de hel gaat. Hoe lang hangt af van de verhouding tussen zonden en goede daden. Na deze periode zal de moslim uit de hel gehaald worden om de hemel te kunnen betreden.  
Volgens verschillende overleveringen van de profeet Mohammed, zal een overledenen in het graf al een 'voorproefje' krijgen of hij of zij de hemel of de hemel zal binnentreden. Een gelovige die een goed leven heeft geleid, zal bij wijze van spreken met respect en open armen worden ontvangen door de engelen die de mensheid zal ondervragen in het graf. In de tussen tijd zal de mensheid in het zogenoemde barzakh (hindernis), een soort slaaptoestand, verkeren tot de Dag des Oordeels zal uitbreken. In soera De Gelovigen 100 wordt gesteld:
Opdat ik recht doe in hetgeen ik heb achtergelaten." (Dan wordt er gezegd): "In geen geval; het is slechts een woord dat hij uit." En achter hen is een hindernis tot de Dag waarop zij gewekt zullen worden.

## Oosterse religies
In oosterse religies (en in een aantal westerse tradities) bestaat de leer van reïncarnatie en wedergeboorte, en is het concept hemel daardoor minder dominant dan in de monotheïstische religies.
Het begrip hemel is vaak wel aanwezig, zoals in het boeddhisme, waar verschillende hemelen zijn; zij die goed karma hebben verworven worden opnieuw geboren als een deva (de boeddhistische term voor goden), in een hemel. Hun verblijf daar is echter niet eeuwig; na verloop van tijd sterven ook de devas, en zij worden daarna wederom wedergeboren ofwel als mens, dier, geest, in een hel of opnieuw in een andere of dezelfde hemel. In het boeddhisme is wedergeboorte in een hemel een goed of gunstig iets, maar het is niet het voornaamste doel van de religie; dat is het bereiken van het Nirwana.
In het hindoeïsme zijn er acht soorten bovenmenselijke of goddelijke wezens en elke soort heeft een eigen sfeer of hemel:
- Brahmá
- Prajapati's (voortbrengers, goddelijke wijzen)
- Soma (de maangod)
- Indra
- Gándharba's (halfgoden, die Indra dienen)
- Yaksha's
- Rakshasa's (demonen, vijanden van de goden)
- Pisácha's (kwelgeesten)

Daarna volgen de mens, de gedomesticeerde dieren, de wilde dieren, de vogels, de reptielen (ook vissen) en 'groenten en mineralen' (vaste zaken): alles bij elkaar veertien soorten wezens.

## Chinese volksreligie
In de Chinese volksreligie is de hemel, de woonplaats van de Chinese goden. De hemel wordt daarom soms vertaald als "Woonkamer van de goden" (天庭). Maar men gelooft ook dat overleden mensen opstijgen naar de hemel. De voorouders leven in de hemel en kijken naar hun levende nageslacht in onze wereld. Mensen die de Chinese volksreligie belijden, geloven dat de voorouders in de hemel hun levende nageslacht kunnen helpen door bescherming tegen het kwaad, daarom is voorouderverering belangrijk voor veel Chinezen. Het enige verschil tussen de bewoners van de hemel is de indeling van overleden mensen en goden. Goden kunnen naar de aarde komen en overleden mensen niet.